# Hinttolansaari
Hinttolansaari är en ö i Finland. Den ligger i sjön Päijänne och i kommunen Padasjoki i den ekonomiska regionen  Lahtis ekonomiska region  och landskapet Päijänne-Tavastland, i den södra delen av landet, 130 km norr om huvudstaden Helsingfors. Öns area är 1,62 kvadratkilometer och dess största längd är 1,6 kilometer i nord-sydlig riktning.